# Line of Duty
Line of Duty es una serie de televisión británica estrenada el 26 de junio de 2012 en el canal BBC Two. La serie narra las investigaciones de una unidad policiaca de control de asuntos internos en una ciudad británica que nunca se nombra. 
La serie fue creada y escrita por Jed Mercurio, y ha contado con la participación como actores más destacados de Gina McKee, Ian Beattie, Jonas Armstrong, Jessica Raine, Jeany Spark, Patrick Baladi, Chris Coghill.
La serie consta de seis temporadas. El 24 de marzo de 2021 se estrenó el primer episodio de la sexta temporada, que consta de siete episodios. 
Line of Duty supuso la primera incursión de su creador y guionista, Jed Mercurio, en televisión. La serie ha armonizado adecuadamente ficción y realidad. Su equipo de guionistas ha contado con unos “asesores de inteligencia” que colaboran para garantizar que se “reflejan debidamente los procesos policiales de la unidad”.

## Temporadas

### Primera temporada
Durante la primera temporada la serie sigue al detective sargento Steve Arnott, quien es transferido a la unidad "AC-12", que se encuentra a cargo del superintendente jefe Ted Hastings, luego de cometer un error durante una operación antiterrorista. La unidad se encarga de luchar contra la corrupción. Poco después, Arnott y la detective Kate Fleming son asignados para investigar la presunta corrupción del popular y exitoso detective inspector jefe Tony Gates (quien acaba de ser premiado como "Oficial del Año").

### Segunda temporada
La segunda temporada se centra en unidad intentando descubrir a los responsables del ataque a un convoy de oficiales, que después de caer en una emboscada mientras realizaba una escolta, pierde varios oficiales, entre ellos Jayne Akers. Durante la investigación sospechan de dos oficiales: la inspectora Lindsay Denton, quien había organizado el convoy y del detective Dryden, quien parecía tener una relación con Carly Kirk, una joven menor de edad que había desaparecido.

### Tercera temporada
Al inicio de la tercera temporada el corrupto sargento Danny Waldron y su equipo son enviados para detener a Ronan Murphy; sin embargo, durante el enfrentamiento, a pesar de que Ronan se rinde Danny lo mata y altera la escena antes de que llegue su equipo.

## Personajes

### Personajes principales
| Actor           | Personaje               | Ocupación                    | Episodios | Duración        |
| --------------- | ----------------------- | ---------------------------- | --------- | --------------- |
| Martin Compston | Det. Insp. Steve Arnott | Detective Inspector          | 23        | 2012 - presente |
| Vicky McClure   | Det. Sgt. Kate Fleming  | Detective Sargento           | 23        | 2012 - presente |
| Adrian Dunbar   | Supt. Ted Hastings      | Superintendente              | 23        | 2012 - presente |
| Thandie Newton  | DCI. Roz Huntley        | Detective Inspectora en Jefe | 6         | 2017 - presente |

### Personajes recurrentes
| Actor           | Personaje                     | Ocupación                                   | Episodios | Duración              |
| --------------- | ----------------------------- | ------------------------------------------- | --------- | --------------------- |
| Paul Higgins    | Ch.Supt./ACC. Derek Hilton    | Detective Jefe Superintendente              | 11        | 2012, 2017 - presente |
| Maya Sondhi     | PC. Maneet Bindra             | Oficial de Policía en el "AC-12" (corrupta) | 10        | 2016 - presente       |
| Neil Morrisey   | Det. Con. Nigel "Nige" Morton | Detective en el "TO-20"                     | 9         | 2012-2016             |
| Nigel Boyle     | DCI. Ian Buckells             | Detective Inspector en el "TO-20"           | 6         | 2012, 2017 - presente |
| Tony Pitts      | Det. Ch. Supt. Les Hargreaves | Detective Jefe Superintendente              | 6         | 2014, 2017 - presente |
| Aiysha Hart     | Det. Sgt. Sam Railstone       | Detective Sargento                          | 12        | 2016 - presente       |
| Lee Ingleby     | Nick Huntley                  | Esposo de Roz                               | 6         | 2017 - presente       |
| Claudia Jessie  | Det.C. Jodie Taylor           | Detective del "Operation Trapdoor"          | 6         | 2017 - presente       |
| Scott Reid      | Michael Farmer                | -                                           | 5         | 2017 - presente       |
| Mark Stobbart   | Det.Sgt. Neil Twyler          | Detective Sargento del "Operation Trapdoor" | 5         | 2017 - presente       |
| Anneika Rose    | Farida                        | -                                           | 5         | 2017 - presente       |
| Royce Pierreson | DC. Jamie Desford             | Detective en el "AC-12"                     | 4         | 2017 - presente       |
| -               | "The Balaclava Man"           | Asesino                                     | 2         | 2017 - presente       |

### Antiguos personajes principales
| Actor           | Personaje                       | Ocupación                               | Episodios | Duración    | Estado | Causa                                     |
| --------------- | ------------------------------- | --------------------------------------- | --------- | ----------- | ------ | ----------------------------------------- |
| Craig Parkinson | Det. Insp. Matthew "Dot" Cottan | Detective Inspector Sargento (corrupto) | 15        | 2012 - 2016 | Muerto | asesinado por un oficial corrupto         |
| Keeley Hawes    | DCI. Lindsay Denton             | Detective Inspectora                    | 11        | 2014 - 2016 | Muerta | asesinada de un tiro en la cabeza por Dot |
| Lennie James    | DCI. Anthony "Tony" Gates       | Detective Superintendente en Jefe       | 5         | 2012        | Muerto | se suicidó                                |
| Daniel Mays     | Sgt. Danny Waldron              | Sargento (corrupto)                     | 3         | 2016        | Muerto | asesinado de un disparo por Hari          |
| Jason Watkins   | FC. Tim Ifield                  | Especialista Forense (corrupto)         | 2         | 2017        | Muerto | asesinado durante una pelea con Roz       |
| Stephen Graham  | DS John Corbett                 | Detective Sargento (infiltrado)         | 5         | 2019        | Muerto | Asesinado por Ryan Pilkington             |

### Otros personajes
| Actor                   | Personaje                     | Ocupación                        | Episodios | Duración    | Estado | Causa                                        |
| ----------------------- | ----------------------------- | -------------------------------- | --------- | ----------- | ------ | -------------------------------------------- |
| Chrissie Harris         | -                             | Oficial de Policía en el "AC-12" | 12        | 2014 - 2016 | -      | -                                            |
| Mark Bonnar             | DCC. Mike Dryden              | Detective en Jefe                | 6         | 2014        | Vivo   | renunció a la fuerza policial                |
| Polly Walker            | Gill Bigelow                  | Abogada asignada al "AC-12"      | 6         | 2016        | Viva   | En protección de testigos. Vive de incógnito |
| Fiona Boylan            | WPC. Karen Larkin             | Oficial de Policía               | 5         | 2012        | -      | -                                            |
| Claire Keelan           | Det. Sgt. Leah Janson         | Detective Sargento               | 5         | 2012        | -      | -                                            |
| Kate Ashfield           | Jools Gates                   | Esposa de Tony Gates             | 5         | 2012        | -      | -                                            |
| Saffron Davies          | Chloe Tate                    | -                                | 5         | 2012        | -      | -                                            |
| Jordyn-Eve Davis Greene | Natalie Tate                  | -                                | 5         | 2012        | -      | -                                            |
| Arsher Ali              | PC. Harinderpal "Hari" Bains  | Oficial de la Policía (corrupto) | 4         | 2016        | Vivo   | arrestado por el asesinato de Rod            |
| Christina Chong         | Det. Sgt. Nicola Rogerson     | Detective Sargento               | 4         | 2014        | -      | -                                            |
| Niall Macgregor         | Richard "Rich" Akers          | -                                | 4         | 2014        | -      | -                                            |
| George Costigan         | Chief. Supt. Patrick Fairbank | Jefe Superintendente (retirado)  | 3         | 2016        | -      | -                                            |
| Brian McCardie          | Tommy Hunter                  | Mafioso                          | 3         | 2012 - 2014 | Muerto | asesinado                                    |
| Steve Toussaint         | Ch. Supt. Mallick             | Superintendente en Jefe          | 3         | 2014        | -      | -                                            |
| Lisa Palfrey            | Insp. McAndrew                | Inspectora                       | 3         | 2016        | -      | -                                            |
| Gina McKee              | Jackie Laverty                | Lavadora de Dinero               | 3         | 2012        | Muerta | asesinada por hombres enmascarados           |
| Leanne Best             | WPC. Jackie Brickford         | Oficial de la Policía            | 3         | 2016        | -      | -                                            |
| Shaun Parkes            | Chief. Supt. Terry Reynolds   | Jefe Superintendente             | 3         | 2016        | -      | -                                            |
| Patrick Baladi          | Jimmy Lakewell                | Abogado (corrupto)               | 3         | 2017        | Muerto | -                                            |
| Gaite Jansen            | Hana Reznikova                | Acompañante                      | 3         | 2017        | -      | -                                            |
| Ian Beattie             | Bob                           | -                                | 3         | 2014        | -      | -                                            |
| Jonas Armstrong         | Joseph "Joe" Nash             | -                                | 2         | 2016        | -      | -                                            |
| Will Mellor             | PC. Rod Kennedy               | Oficial de la Policía            | 2         | 2016        | Muerto | murió luego de que Hari le disparara         |
| Allison McKenzie        | Jayne Akers                   | Oficial de la Policía (corrupta) | 2         | 2014        | Muerta | asesinada durante una emboscada              |
| Jeany Spark             | Claire Tindall                | Enfermera                        | 2         | 2014        | -      | -                                            |
| Liz White               | Jo Dwyer                      | Oficial de Prensa                | 2         | 2014        | -      | -                                            |
| Jessica Raine           | DC. Georgia Trotman           | Detective                        | 1         | 2014        | Muerta | lanzada de una ventana por Jeremy Cole       |
| Shane Gately            | Ronan Murphy                  | -                                | 1         | 2016        | Muerto | asesinado de un disparo por Danny            |
| Louis Rolston           | Linus Murphy                  | -                                | 1         | 2016        | Muerto | asesinado por Danny                          |

## Episodios
- La primera temporada estuvo conformada por 5 episodios, mientras que las tres restantes estuvieron conformadas por 6 episodios cada una.

## Premios y nominaciones
La serie ha ganado varios premios, entre ellos el Royal Television Society Award por "Mejor Serie Dramática", también ha recibido 17 nominaciones.
| Año  | Categoría                         | Premio                                | Nominados (as)                                                 | Resultado |
| ---- | --------------------------------- | ------------------------------------- | -------------------------------------------------------------- | --------- |
| 2017 | Best Actress                      | Broadcasting Press Guild Award        | Keeley Hawes                                                   | Ganó      |
| 2016 | Best Drama Series                 | TV Choice Award                       | Line of Duty                                                   | Nominado  |
| 2015 | Best Leading Actress              | BAFTA Award                           | Keeley Hawes                                                   | Nominada  |
| 2015 | Best Supporting Actress           | BAFTA Award                           | Vicky McClure                                                  | Nominada  |

Escudo de armas de Line de Duty

| 2015 | Best Drama Series                 | BAFTA Award                           | Line of Duty                                                   | Nominado  |
| 2015 | Best Drama Series                 | RTS Television Award                  | Simon Heath, Jed Mercurio, Peter Norris & World Productions    | Ganaron   |
| 2015 | Writer - Drama                    | BAFTA Television Craft Award          | Jed Mercurio                                                   | Nominado  |
| 2015 | Best Drama Series or Serial       | Broadcast Award                       | Simon Heath, Jed Mercurio, Peter Norris & World Productions    | Nominados |
| 2015 | Best Drama Series or Serial       | Broadcasting Press Guild Award        | Simon Heath, Jed Mercurio, Peter Norris & World Productions    | Nominados |
| 2015 | Best Drama Writer                 | Broadcasting Press Guild Award        | Jed Mercurio & World Productions                               | Nominados |
| 2014 | Best Actor - Television           | BAFTA Scotland Award                  | Mark Bonnar & BBC Drama Productions                            | Nominados |
| 2014 | TV Drama - Long Form              | Writers' Guild of Great Britain Award | Jed Mercurio                                                   | Nominado  |
| 2014 | Best Leading Actress              | Dagger Award                          | Keeley Hawes                                                   | Ganó      |
| 2014 | Best Tape and Film Editing: Drama | RTS Craft & Design Award              | Andrew McClelland & World Productions                          | Ganaron   |
| 2014 | Best TV Drama                     | Freesat Free TV Award                 | Line of Duty                                                   | Ganó      |
| 2014 | Best Supporting Actress           | Dagger Award                          | Vicky McClure & World Productions                              | Nominados |
| 2014 | Best TV Drama, Serial or Season   | Dagger Award                          | World Productions                                              | Nominados |
| 2013 | Best Actor - Male                 | RTS Television Award                  | Lennie James                                                   | Nominado  |
| 2013 | Best Writer - Drama               | RTS Television Award                  | Jed Mercurio                                                   | Nominado  |
| 2013 | Best Drama Series                 | RTS Television Award                  | Jed Mercurio, Simon Heath & World Productions                  | Nominados |
| 2013 | Best Drama Series or Serial       | Broadcast Award                       | Jed Mercurio, Simon Heath, David Caffrey, Douglas Mackinnon... | Nominados |
| 2013 | Best Drama Series/Serial          | Broadcasting Press Guild Award        | Jed Mercurio                                                   | Nominado  |
| 2012 | Best TV Drama, Serial or Season   | Dagger Award                          | Line of Duty                                                   | Nominado  |

## Producción
La serie fue creada y escrita por Jed Mercurio.
Durante la primera temporada la serie contó con el productor Jed Mercurio, mientras que la segunda y tercera temporada estuvo a cargo de Peter Norris, en la producción ejecutiva participan Stephen Wright de la BBC, Simon Heath de World Productions, mientras que Jed Mercurio estuvo desde la segunda hasta la tercera temporada.
La música de la serie es "Line Of Duty End Theme" de Carly Paradis.
La locación de la serie durante la primera temporada fue filmada en Birmingham, mientras que la segunda y tercera temporada fueron filmadas en Belfast.
La serie dramática ha sido una de las más populares en la BBC Two. La primera temporada obtuvo el mejor rendimiento para la cadena en 10 años y logró 4,1 millones de espectadores.
La serie fue renovada para una segunda temporada, la cual fue estrenada el 12 de febrero del 2014. La segunda temporada también logró tener éxito con el público y la crítica de forma generalizada.
El 8 de abril del 2014 la BBC encargó dos series más, la tercera temporada fue estrenada el 24 de marzo del 2016.
En abril del mismo año la serie fue incluida en la lista de los 50 mejores espectáculos de todos los tiempos de la BBC Two.
El 8 de abril se anunció que la BBC Two ordenó que el programa fuera renovado para una tercera y cuarta temporada la cual fue estrenada el 26 de marzo del 2017.
El 2 de mayo del 2017 se anunció que la cadena de televisión británica ITV había adquirido los derechos para presentar la serie.

### Emisión en otros países
| País           | Título          | Cadenas/Línea | Fecha de Inicio                                                          | Fecha de Finalización |
| -------------- | --------------- | ------------- | ------------------------------------------------------------------------ | --------------------- |
| Estados Unidos | -               | Hulu          | 21 de agosto del 2012 (internet) 29 de octubre del 2013 (estreno de DVD) | -                     |
| Japón          | -               | -             | 2 de septiembre del 2015 (internet)                                      | -                     |
| Países Bajos   | -               | -             | 23 de julio del 2013 (estreno de DVD)                                    | -                     |
| Rusia          | По долгу службы | -             | -                                                                        | -                     |
| Suecia         | -               | -             | 2 de septiembre de 2012                                                  | -                     |
| España         | -               | TVE1          | 15 de marzo de 2023                                                      | -                     |